# Fred Jones (Scooby Doo)
Fred Jones lik je iz serije serijala i filmova Scooby Doo. Vođa je ekipe i vozač kombija Mystery Machine. Nosi bijelu košulju i narančastu maramu (u serijalu What's New, Scooby Doo? i dugometražnim filmovima 2000-ih nosi bijelu košulju s plavom prugom, bez marame), plave hlače i smeđe cipele. Ima plavu kosu.
U izvornoj inačici glas su mu posuđivali Frank Welker (1969. – danas), Carl Steven (1988. – 1991.), Jim Wise (2011., samo pjevanje),  Zac Efron (2020.) i Pierce Gagnon (2020.), a u hrvatskoj sinkronizaciji Tomislav Rališ (1997.) i Hrvoje Klobučar (1999. – 2002., 2004. – 2006., 2020.).
U igranim filmovima glumili su ga Freddie Prinze, Jr. i Robbie Amell.

## Obitelj
- Skip i Peggy Jones: Fredovi roditelji
- Eddie Jones: Fredov stric
- ujak Karl: Fredov ujak